# الإمبراطورة الأرملة تسيشي
الإمبراطورة الأم تسيشي (من 29 نوفمبر 1835 حتى 15 نوفمبر 1908)، من عشيرة مانشو من الييهي نارا، كانت الإمبراطورة الأم، والوصية التي سيطرت بشكل فعّال على الحكومة الصينية في أواخر عهد أسرة تشينغ لمدة 47 عامًا (منذ عام 1861 وحتى وفاتها في عام 1908).
اختيرت كمحظيّة للإمبراطور شيان فنغ عندما كانت مراهقة، وأنجبت طفلها زايشون في عام 1856، وبعد وفاة الإمبراطور شيان فنغ في عام 1861، أصبح تونغ سي (نفسه زايشون) الإمبراطور (وكان صبيًا صغيرًا)، وأصبحت هي الإمبراطورة الأم، من ثم أطاحت تسيشي بمجموعة من الأوصياء المُعيّنين من قبل الإمبراطور الراحل، وتولّت الوصاية التي تشاركتها مع الإمبراطورة الأم سيآن، وعززت تسيشي من سيطرتها على الأسرة الحاكمة عندما عيّنت ابن أخيها الإمبراطور غوانغ شو إمبراطورًا بعد وفاة تونغ سي في عام 1875، وذلك خلافًا للقواعد التقليدية التي كانت موجودة في خلافة أسرة تشينغ التي حكمت الصين منذ عام 1644.
أشرفت تسيشي على إصلاحات تونغ سي، والتي كانت سلسلة من الإصلاحات التي ساعدت السلطة على الاستمرار حتى عام 1911، وعلى الرغم من أن تسيشي رفضت اعتماد النماذج الغربية في الحكومة، فقد دعمت الإصلاحات التكنولوجية، والعسكرية، وحركات التقوية الذاتية (إصلاحات تونغ سي)، ودعمت مبادئ «إصلاحات المئة يوم» لعام 1898، لكنها كانت خائفة أن يسبّب التنفيذ المفاجئ للمبادئ دون دعم بيروقراطي ضعفًا قد تستغلّه القوى اليابانية، والقوى الأجنبية الأخرى.
ووضعت الإمبراطور غوانغ شو تحت الإقامة الجبرية؛ لأنها اعتقدت بأنه حاول اغتيالها، وبعد أن سبّب تمرد الملاكمين غزو جيوش الحلفاء، دعمت تسيشي في البداية مجموعات الملاكمين، وأعلنت الحرب على الغزاة، لكنهم عانوا من هزيمة كبيرة، وعندما عادت تسيشي من شيان إلى بكين، أصبحت ودودة مع الأجانب في العاصمة، وبدأت بتنفيذ إصلاحات مالية، ومؤسّسية تهدف إلى تحويل الصين إلى ملكية دستورية، ولكن ترك وفاة كل من تسيشي، والإمبراطور غوانغ شو في عام 1908 السلطة بين يدي المانشو المُحافظين، والإمبراطور بو يي الذي كان ما يزال طفلًا، وكان المجتمع آنذاك منقسمًا بشدّة.

## حياتها

### العائلة
يحمل والدها هوي تشونغ (1805-1835) لقب دوق من الدرجة الثالثة، وأمها السيدة فوكا، ولديها ثلاثة أخوة أصغر منها سنًا، وأخت واحدة.

### عهد شيان فنغ
شاركت تسيشي في عام 1851 إلى جانب 60 امرأة أخرى في اختيار شركاء للإمبراطور شيان فنغ، وكانت هي من القلائل اللواتي تَقَرّر بقاؤهم.
حَمِلت تسيشي في 27 أبريل 1856، وأنجبت زايشون، الابن الأول والناجي الوحيد للإمبراطور شيان فنغ. وعلى عكس العديد من نساء المانشو الأخريات في الأسرة الإمبراطورية، فقد اشتهرت تسيشي بقدرتها على القراءة، والكتابة باللغة الصينية، ما أتاح لها القدرة على مساعدة الإمبراطور المريض شيان فنغ على الحكم في بعض الأمور اليومية، وجعلها مُطلعة على شؤون الدولة، وطريقة الحكم من الإمبراطور المريض.

### انقلاب شين يو
بعد وفاة الإمبراطور شيان فنغ في 22 أغسطس 1861، أصبحت الإمبراطورة الأم تسيشي خبيرة إستراتيجية بارعة، وعندما كان الجميع في مقاطعة ريهي ينتظرون الوقت المناسب من أجل نقل عرش الإمبراطور إلى بكين، كانت تسيشي تتآمر مع مسؤولي البلاط، وأقارب الإمبراطور من أجل الاستيلاء على السلطة، ومن أجل ذلك كان لا بد لها من التحالف مع قوى أخرى، كالزوجة الرئيسية للإمبراطور الراحل شيان فنغ الإمبراطورة الأم سيآن، واقترحت تسيشي أن تتشاركا في الوصاية، ما أمّن لها سلطات تتجاوز سلطة الوصايا الثمانية، وازدادت التوترات بين الإمبراطورتين، والوصايا الثمانية، بقيادة سو شين، وكانت تسيشي هي التي تتعامل معهم، وتواجههم بشكل رئيسي، وعند مغادرة جنازة الإمبراطور شيان فنغ إلى بكين كان مع تسيشي الوقت الكافي للتخطيط من أجل طرد الوصايا الثمانية من السلطة، ونجحت بذلك، وأُعيد كتابة تاريخ الحادثة أن السبب وراء طرد الوصايا الثمانية هو أنهم أجروا مفاوضات مع البرارة الذين تسببوا في حدوث مشاكل مع الإمبراطور الراحل شيان فنغ في نهايات حكمه.
وسمي هذا الانقلاب بشين يو لأنه حدث في عام شين يو، وهو اسم عام 1861 في الدورة الستينية الصينية.

## الصعوبات التي واجهت تونغ شي في الحكم
تلقى تونغ شي تعليمًا صارمًا من قبل أربعة معلمين مشهورين، لكنه كره التعلّم لمعظم حياته (ربما بسبب الضغط والإجهاد الشديد).
اتخذ الإمبراطور تونغ شي خلال فترة حكمه القصيرة (والتي استمرت من 1873 حتى 1875) قرارين سياسيين مهمين، كان الأول إعادة بناء القصر الصيفي الذي دمره الإنكليز، والفرنسيون في حرب الأفيون الثانية، وتقديمه كهدية لتسيشي، وسيآن، ويشير بعض المؤرخين إلى أنها كانت محاولة لإبعاد الإمبراطورة تسيشي ليتمكن من الحكم دون تدخلات في السياسة أو في شؤونه الخاصة.
توفي تونغ شي بسبب مرض الجدري في 13 يناير 1875، وعادت تسيشي إلى السلطة من جديد.

### عهد غوانغ شو
مرضت الإمبراطورة تسيشي مرضًا شديدًا بعد وصول الإمبراطور غوانغ شو إلى الحكم، وخلال ذلك الوقت كانت الإمبراطورة سيآن هي المسؤولة عن معظم شؤون الدولة، لكنها توفيت بشكل مفاجئ في أبريل عام 1881، ووضعت تسيشي أمام تحد جديد.
بدأ الإمبراطور غوانغ شو بتحمل المزيد من المسؤوليات بعد استلامه ببطء، وبدء بالحكم تحت إشراف تسيشي في عام 1887.
تقاعدت تسيشي من وصايتها الثانية في 5 مارس 1889، ورغم ذلك بقيت قائدة فعالة للعائلة الإمبراطورية، وأظهر الكثير من المسؤولين في الدولة ولاءًا أكبر لها بالمقارنة مع الإمبراطور.
وبعد بدء الحرب الصينية اليابانية الأولى في 1894، كثيرًا ما كانت تُستَدعى للأخذ بنصائحها.

### عهد شين تونغ
توفيت الإمبراطورة الأم تسيشي في تشونغنهاني في بكين 15 نوفمبر 1908 بعد يوم واحد من تنصيب بو يي كامبراطور جديد.
في 4 نوفمبر 2008، بينت اختبارات الطب الشرعي أن الإمبراطور غوانغ سي مات مسمومًا بالزرنيخ.

## التقييمات
كانت النظرة السائدة للإمبراطورة الأم تسيشي بأنها مستبدّة وقاسية، وساهمت بشكل كبير في انتشار حالة الفساد والفوضى والثورة في الصين، وأنها استخدمت سلطتها من أجل تجميع كميات هائلة من المال، والسبائك، والتحف، والمجوهرات، واستخدمت إيرادات الدولة كملك لها، ويذكر الصحفي الصيني جاسبر بيكر بأن القصر الصيفي للإمبراطورة كان مُبهرجًا، وباذخًا جدًا، وأن تسيشي قد أنفقت الأموال المخصصة للبحرية الإمبراطورية على مثل هذا التبهرج الباهظ، والذي أدى في النهاية إلى انتصار اليابان على الصين في عام 1895، وخسارة تايوان.

## الألقاب ومراتب الشرف

### الألقاب
خلال عهد الإمبراطور دو غوانغ (من 1820 حتى 1850):
- السيدة ييهي نارا (منذ 29 نوفمبر 1835)[5]
- خلال عهد الإمبراطور شيان فنغ (من 1850 حتى 1861):
- السيدة النبيلة لان (من 26 يونيو 1852)، وكانت شريكة من المرتبة السادسة.
- الحظية يي (منذ 28 فبراير 1854)، وكانت شريكة من المرتبة الخامسة.[6]
- الشريكة يي (من 27 أبريل 1856)، وهي شريكة من المرتبة الرابعة.
- الشريكة النبيلة يي (من فبراير 1857)، وهي شريكة من المرتبة الثالثة.
- في عهد الإمبراطور تونغ شي (من 1861 حتى 1875):
- الإمبراطورة الأم تسيشي (من 22 أغسطس 1861).
- في عهد الإمبراطور شين تونغ (نفسه بو يي، والذي استمر عهده من 1908 حتى 1912):
- الإمبراطورة الأم الكبرى تسيشي (من 14 نوفمبر 1908).

## في الثقافة الشعبية والأدب القصصي
- رواية دير لينغ «القصة الحقيقية للأمبراطورة الأم» (التي نُشرت بالأصل باسم بوذا القديم) تعطي وصفًا لتاريخ شخصية الإمبراطورة الأم تسيشي، ليس كوحش الفساد الموصوف في الصحافة الشعبية، بل كامرأة عجوز أحبّت الأشياء الجميلة (بحسب دار نشر سول كير في 2015).
- تدور رواية بيرل س. بوك التي تحمل عنوان المرأة الإمبراطورة حول حياة الإمبراطورة الأم تسيشي منذ اختيارها كعشيقة حتى وفاتها.
- لعبت الممثلة البريطانية فلورا روبسون دور الإمبراطورة تسيشي في فيلم 55 يومًا في بكين في عام 1963.
- كانت الإمبراطورة تسيشي شخصية رئيسية في رواية مندرين للكاتب الأمريكي روبرت إلغانت، والتي دارت أحداثها من خمسينيات وحتى سبعينيات القرن التاسع عشر.